# Бронзовая звезда (США)
Бронзовая звезда (англ. Bronze Star) — четвёртая по значимости боевая награда в Вооружённых силах США, если награждение было произведено с кластером «V» («Valor») за героизм на поле боя, и девятая по порядку старшинства в обычном варианте среди всех наград США.

## История
Учреждена 4 февраля 1944 года президентом Франклином Рузвельтом и была предназначена для награждения военнослужащих, чей подвиг не был достаточен для награждения Серебряной звездой («Silver Star») за героизм в бою, либо медалями соответствующих родов войск за заслуги в прочих случаях. Её действие также было распространено на заслуги и подвиги, совершённые начиная с 7 декабря 1941 г.
Правительственным распоряжением № 11046 от 24.8.1962 г. к этой награде было разрешено представлять военнослужащих дружественных Вооруженных Сил, хотя награждения иностранцев ею производилось и во время Второй мировой войны.
Медаль представляет собой бронзовую пятиконечную звезду диаметром в 1,5 дюйма (38 мм). Величина каждого из лучей — 3/16 дюйма (4.8 мм). В точке совмещения всех пяти лучей размещена ещё 1 звезда меньшего диаметра.
Если военнослужащий был награждён за героизм на поле боя, а не просто за военные заслуги, то в этом случае на ленте медали и на планке крепился кластер в виде бронзовой буквы «V», от «Valor» — доблесть.
Реверс имеет круговую надпись «ГЕРОИЧЕСКИЙ ИЛИ ПОХВАЛЬНЫЙ ПОСТУПОК» («HEROIC OR MERITORIOUS ACHIEVEMENT»). Центр образующегося круга предусмотрен для указания имени получателя, которое наносится методом гравирования. Звезда крепится к ленте металлической прямоугольной петлёй со скругленными углами.
Из советских военнослужащих награды удостаивались командиры некоторых дивизий, размещенных в 1945 году в Австрии, их замполиты, командиры некоторых полков, а также отдельные военнослужащие. В частности ей был награждён Малякшин Пётр Артемьевич, а также командир 49-й гвардейской стрелковой дивизии, в будущем командующий войсками ВДВ СССР, В. Ф. Маргелов.